# Rafael García Maldonado
Rafael José García Maldonado  (Coín, 21 de noviembre de 1981) es un farmacéutico y escritor español.
Licenciado en farmacia por la Universidad de Granada y máster en Salud Pública, ejerce como boticario en Coín (Málaga), donde es titular de una farmacia centenaria. Sexta generación de una familia de farmacéuticos y médicos humanistas, debutó en la narrativa en 2013 con la novela El trapero del tiempo (Grupo Almuzara). Su segunda obra fue Tras la guarida. Ha participado en numerosas antologías de relatos.
Ha publicado también una novela policíaca, cuentos y un ensayo sobre la alta literatura con la figura de Juan Benet como referente, Benet. La ambición y el estilo (Ediciones del viento), siendo este uno de los escritores que más le ha influido.
En la actualidad reside en Fuengirola (Málaga) donde prepara una nueva novela, un nuevo libro de cuentos y la edición del siguiente tomo de su Diario de cabotaje. 
Colabora ocasionalmente con El Mundo, El Asombrario, La Opinión de Málaga y El País.
En 2020 fundó junto a Mariló Rubio la editorial Luz de agosto.
En marzo de 2024 fue elegido académico correspondiente de la Real Academia de Buenas Letras de Sevilla.

## Obra

### Novela
- El trapero del tiempo (Grupo Almuzara, 2013, ISBN 978-84-15338-94-9)
- El trapero del tiempo (Editorial Anantes, 2018, ISBN 978-84-948623-3-5)
- Tras la guarida (Editorial Anantes, 2016, ISBN 978-84-944017-2-5)
- El desaliento (Editorial Anantes, 2022, ISBN 978-84-124611-7-6)

### Cuento
- Cuaderno de incertidumbre, (Editorial Anantes, 2016, ISBN 978-84-945910-6-8)
- Si yo de ti me olvidara, Jerusalén, (Editorial Anantes, 2021, ISBN 978-84-122441-6-8)
- Sonata para un pretendiente, (Ediciones del Azuay, Ecuador, 2023, ISBN 978-9978-325-76-6)
- Sonata for a pretender, traducción al inglés de Monica Martínez Sojos (Ediciones del Azuay, Ecuador, 2023, ISBN 978-9978-325-76-6)

### Ensayo
- Benet. La ambición y el estilo, (Ediciones del viento, 2018, ISBN 978-84-948150-5-8)

### Diarios
- Diario de cabotaje, (Editorial Anantes, 2020, ISBN 978-84-120602-5-6)
- De mis sombras, hijo, (Editorial Confluencias, 2023, ISBN: 978-84-127002-6-8)

## Premios y distinciones
- Finalista XXVIII Premio Andalucía de la Crítica 2021 de cuento por Si yo de ti me olvidara, Jerusalén.